# Schloss Johannisberg
Schloss Johannisberg es un castillo y bodega en el pueblo de Johannisberg, al oeste de Wiesbaden, Hesse, en la región vinícola de Rheingau en Alemania. Ha estado haciendo vino durante más de 900 años. La bodega es más conocida por su afirmación de haber «descubierto» el  vino de cosecha tardía. El castillo es sede del «Festival Rheingau Musik», puesto a disposición por la cofundadora Tatiana von Metternich-Winneburg.

## Historia

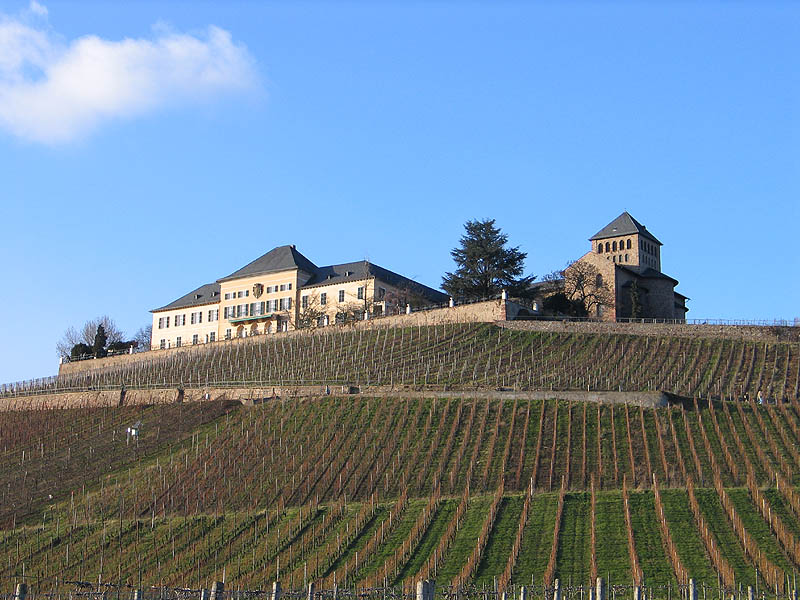
Schloss Johannisberg dentro de sus viñedos

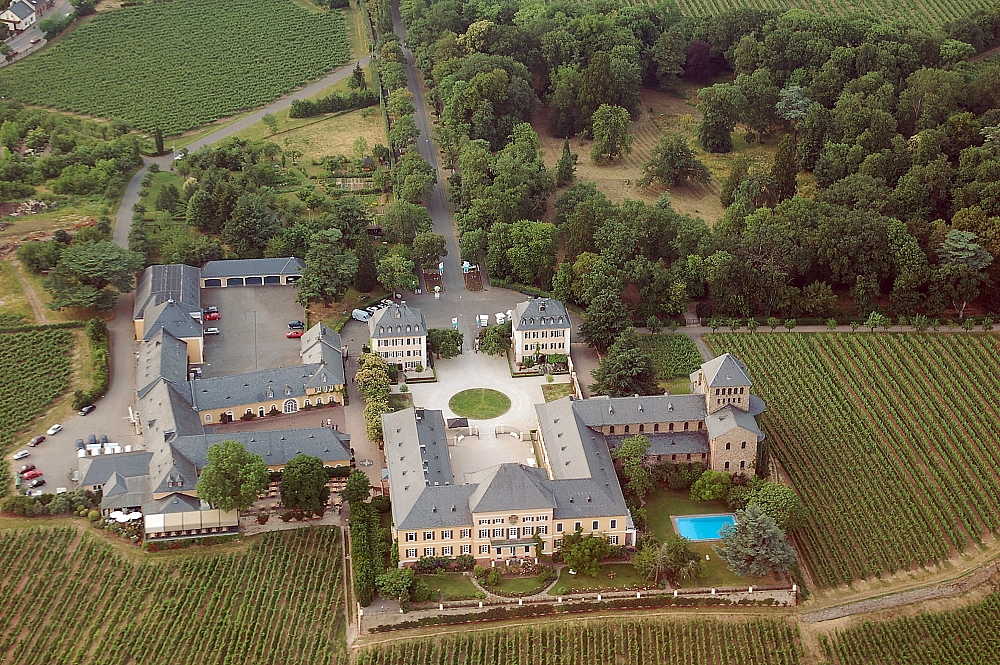
Foto aérea, 2006

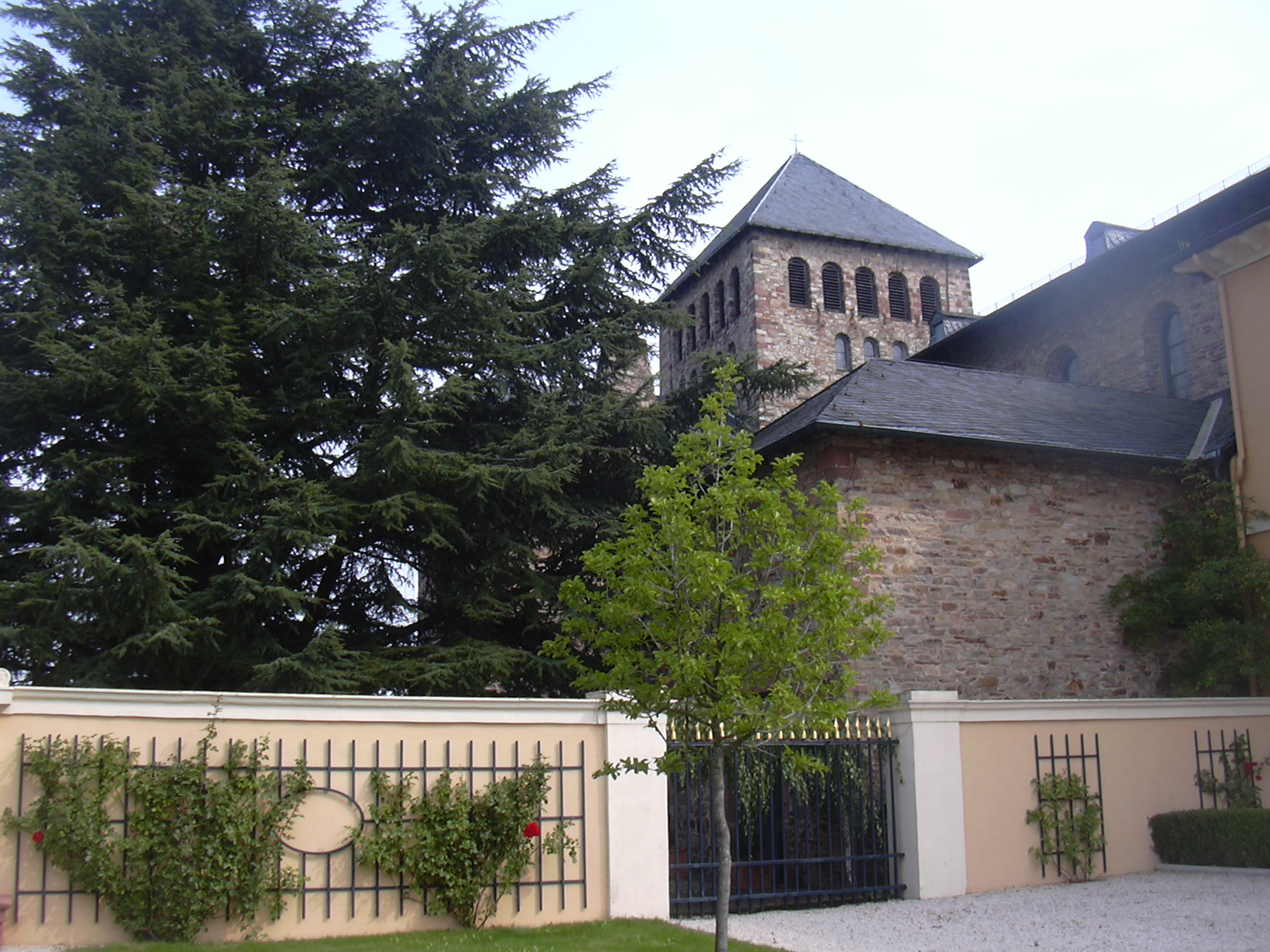
Basílica de St. Johannes

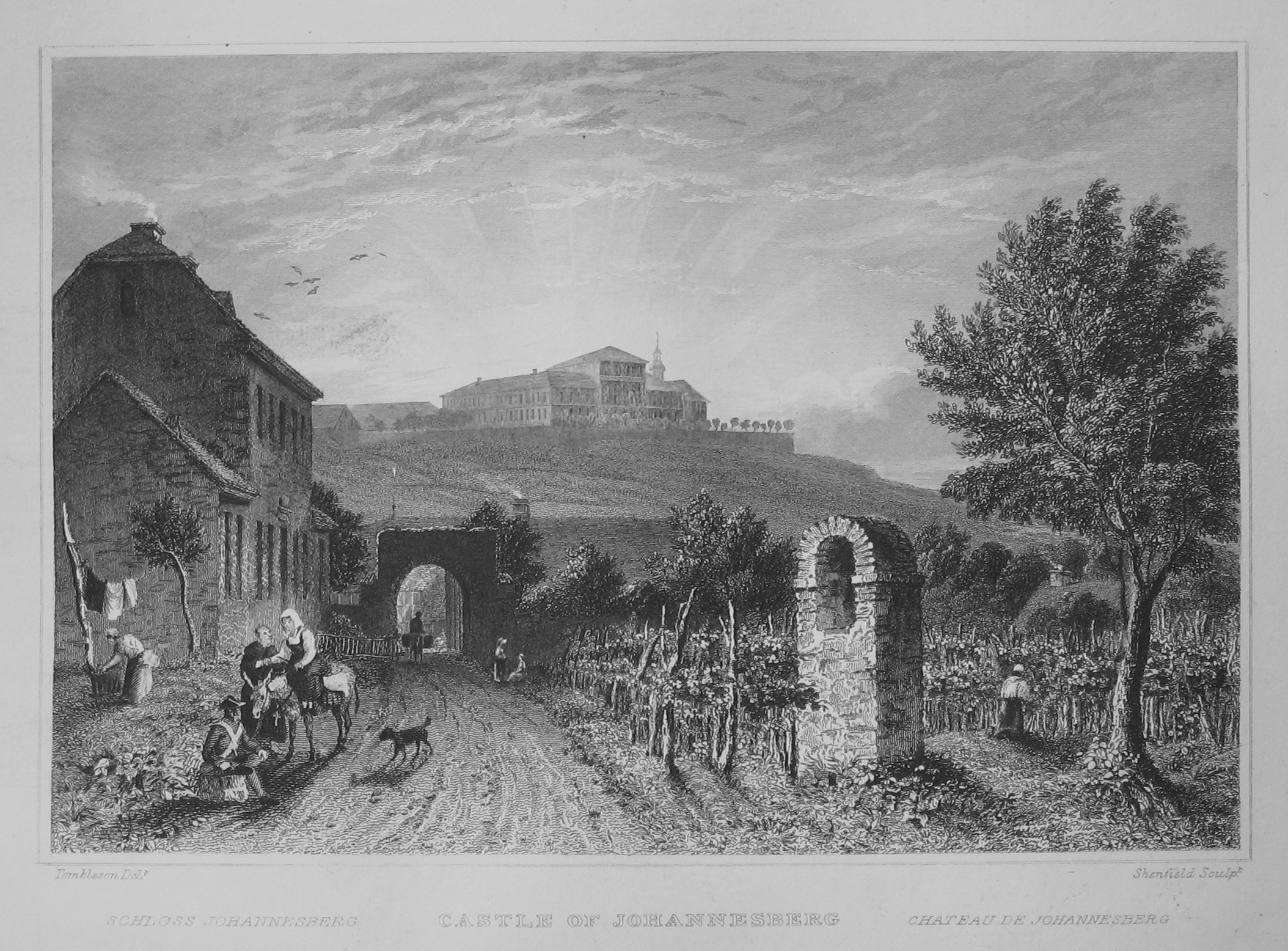
Schloss Johannisberg alrededor de 1832 grabado por William Tombleson

Una montaña en la orilla norte del río Rin cerca de Maguncia ha sido asociada con la Iglesia y con la vinicultura desde la Edad Media, cuando la finca de Ludwig der Fromme  «Ludovico Pío» hizo 6000 litros de vino durante el reinado de Carlomagno. En el año 1100, los  monjes benedictinos completaron un monasterio en la montaña Bischofsberg —Obispo—, después de haber identificado el sitio como uno de los mejores lugares para cultivar vides. Treinta años más tarde construyeron una basílica románica en honor de  san Juan Bautista, y la colina se conoció como Johannisberg —la montaña de Juan—. Fue construida con planos de planta similares a los de su casa madre, la abadía de San Albano, en Mainz. El monasterio fue un objetivo principal para los  anabaptistas en la Guerra de los campesinos alemanes de 1525, y fue destruido.
En 1716, Konstantin von Buttlar, Príncipe-Abad de la ciudad alemana de Fulda, compró la propiedad a Lothar Franz von Schönborn, comenzó la construcción del palacio barroco y, en 1720, plantó  vides Riesling, convirtiéndose en el viñedo Riesling más antiguo del mundo. La finca cambió de manos varias veces durante las Guerras napoleónicas, pero en 1816 el rey  Francisco II se la dio al gran estadista austríaco  Príncipe von Metternich.
En 1942, el Schloss fue bombardeado y reducido a un cascarón por los ataques aéreos contra Mainz en 1942. A mediados de la década de 1960, Pablo Alfonso von Metternich-Winneburg del bisnieto de Klemens von Metternich y su esposa, la princesa Tatiana, la habían reconstruido en gran parte y huyeron de allí en un carro agrícola en 1945, después de que los rusos avanzaran en sus otras propiedades. El príncipe Pablo murió en 1992 sin dejar ningún heredero, pero una parte significativa de su fortuna la dejó a su amante. Con su muerte, la Casa de Metternich se extinguió. Aunque se permitió a la Princesa Tatiana residir en el Schloss hasta su muerte en 2006, la situación obligó a su esposo a vender el patrimonio a la Oetker-Gruppe en 1974. Actualmente hay alrededor de 35 hectáreas de viñedo.

## Vinos de cosecha tardía
La tradición dice que en una ocasión, un mensajero de Heinrich von Bibra , Obispo y Abad de Fulda, llegó 14 días tarde a traer los documentos para dar permiso al maestro de la bodega para comenzar a cosechar las uvas. Al menos existen dos historias alternativas para explicar la demora. Una es que el Príncipe-Obispo estaba de caza y no estaba disponible para firmar el permiso para la cosecha, y la otra es que fue interceptado y retenido por salteadores de caminos. En este momento las uvas se habían visto afectadas con la podredumbre noble Botrytis cinerea. Las uvas podridas fueron entregadas a los campesinos locales, quienes terminaron elaborando vinos de alta calidad. En 1775, Schloss Johannisberg hizo el primer Spätlese Riesling seguido de un vino Auslese en 1787 y un Eiswein en 1858. Desafortunadamente para la tradición alemana, la clasificación Tokay de 1730 se basó en parte a la propensión de un área a la podredumbre noble, lo que sugiere que los húngaros llegaron primero.
Históricamente, la propiedad utilizaba sellos de diferentes colores para diferentes vinos y maduraciones. Estas clasificaciones se utilizaron como base para la nueva clasificación de vino alemana de 1971, como se indica a continuación:
| Gelblack      | Amarillo   | Qualitätswein        |
| Rotlack       | Rojo       | Kabinett             |
| Grünlack      | Verde      | Spätlese             |
| Silberlack    | Plateado   | "Erstes Gewächs"     |
| Rosalack      | Rosa       | Auslese              |
| Rosa-Goldlack | Rosado-oro | Beerenauslese        |
| Goldlack      | Dorado     | Trockenbeerenauslese |
| Blaulack      | Azul       | Eiswein              |

Schloss Johannisberg es una única denominación de viñedo —Einzellage— en sí misma y uno de los pocos viñedos históricos alemanes que no tienen que mostrar el nombre de un pueblo en la etiqueta. Por lo tanto, la designación del viñedo en la etiqueta es «Schloß Johannisberger».

## Geología
El 35 hectáreas de viñedos consisten de un «marga-loess», una capa superior del suelo de cuarcita tendida en la cordillera del Taunus. Los suelos son bastante pedregosos y con grava, lo que les permite conservar la temperatura del día y amortiguar las fluctuaciones de temperatura.

## Visitantes
La finca ofrece visitas guiadas con degustaciones, un bar de vinos, una tienda y varios eventos especiales.

## Basílica

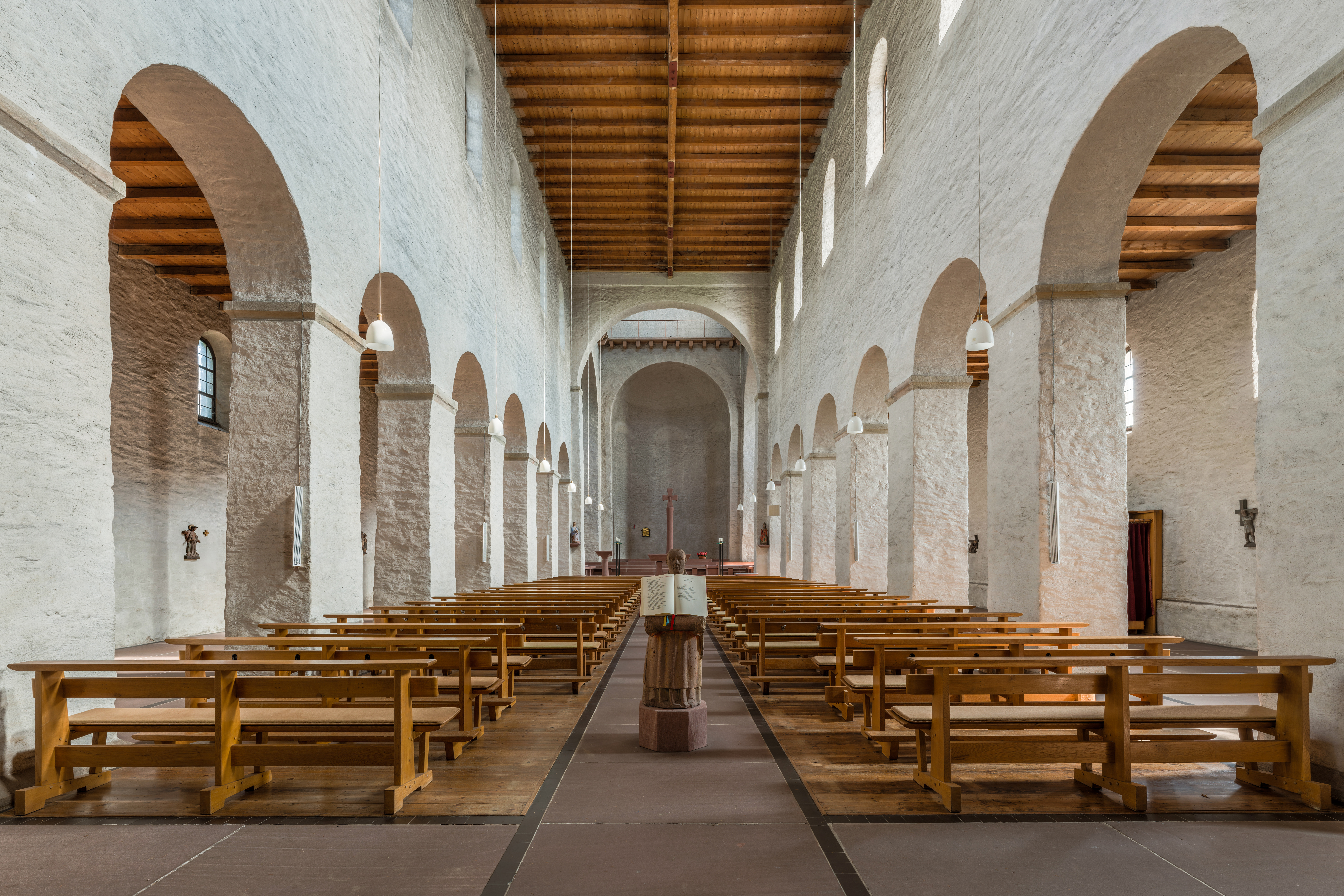
La nave de la basílica

La iglesia del castillo, la Basilika, fue construida originalmente para el monasterio  benedictino y dedicada a  san Juan Bautista. Después de su destrucción durante la Segunda Guerra Mundial, fue reconstruida como una basílica  románica y sirvió como iglesia parroquial católica para el pueblo de  Johannisberg. También se utiliza para conciertos de música sacra, de grupos locales y para conciertos del Festival Rheingau Musik, como la actuación del Huelgas Ensemble.
En 1999, los coros combinados de Geisenheim y San Martín, Idstein, cantaron la Messa di Gloria de Giacomo Puccini y, en 2001, el Requiem  de  Rutter y La Compañía del Cielo de Benjamin Britten para los oradores, solistas, coro y orquesta en 1937, no realizado de nuevo hasta 1989. En 2009, los Neue Rheingauer Kantorei cantó Die Schöpfung  de Haydn con los solistas Elisabeth Scholl, Daniel Sans y Andreas Pruys.

## Lugar de la música
El Ostflügel —ala este— del castillo fue reconstruido después de la destrucción para servir como cancha de tenis. Tatiana von Metternich-Winneburg, cofundadora del Rheingau Musik Festival, convirtió la sala en una sala de conciertos pública ya que presentó 10 de los 19 conciertos de la primera temporada de verano de 1988 y muchos recitales y actuaciones de música de cámara cada año. Después de la muerte de su marido, el salón se llamó Fürst-von-Metternich-Saal. von Metternich-Winneburg fue Vorsitzende des Kuratoriums —presidente de los conservadores del festival— hasta su muerte. La tradición ha sido continuada por los propietarios actuales. El guitarrista flamenco español Paco de Lucia, tocó allí en junio de 2012.